# Glanegg
Glanegg är en ort och kommun i Österrike. Den ligger i distriktet Feldkirchen i förbundslandet Kärnten, 230 km sydväst om huvudstaden Wien. 
Kommunen består av 27 orter (Ortschaften) (inom parentes invånarantal 1 januari 2024):

- Bach (13)
- Besendorf (55)
- Deblach (11)
- Flatschach (25)
- Friedlach (251)
- Glanegg (232)
- Glantscha (47)
- Gramilach (100)
- Grintschach (16)
- Gösselsberg (48)
- Haidach (71)
- Kadöll (125)
- Krobathen (37)
- Kulm (11)
- Maria Feicht (151)
- Maria Feicht-Gegend (16)
- Mauer (65)
- Mautbrücken (66)
- Meschkowitz (8)
- Metschach (7)
- Paindorf (40)
- Rottendorf (49)
- Schwambach (72)
- St. Gandolf (8)
- St. Leonhard (101)
- Tauchendorf (125)
- Unterglanegg (10)